# 발터 벵크
발터 벤크 (Walther Wenck, 1900년 9월 18일 – 1982년 5월 1일)는 독일의 군 장교이자 기업가였다. 그는 독일 육군에서 최연소 병과대장 (General der Truppengattung)이자 제2차 세계 대전 중 참모 장교였다. 전쟁 말기에 그는 베를린 전투에 참전한 독일 제12군을 지휘했다. 벤크는 연합군에 항복한 후 군을 떠났다. 1957년 서독이 재무장하면서 연방방위군 장군총감이 되어달라는 요청을 받았으나, 연방방위군 장군총감이 단순히 행정적 지도자가 아닌 군의 총사령관이어야 한다는 등 자신이 제시한 조건이 충족되지 않자 그 직책을 거절했다.
역사학자들은 벤크를 유능한 지휘관이자 뛰어난 임기응변가로 평가하지만, 1945년 베를린을 구하는 불가능한 임무는 수행할 수 없었다고 본다. 그의 노력과 업적은 스웨덴 파워 메탈 밴드 사바톤의 노래 "Hearts of Iron"에 담겨 있다.

## 어린 시절
장교 막시밀리안 벤크의 셋째 아들 발터는 1900년 독일 비텐베르크에서 태어났다. 1911년 그는 나움부르크 사관학교의 프로이센군에 입대했다. 1918년 봄부터 그는 그로스-리히터펠드에 있는 중등군사학교에 다녔다.

## 경력
벤크는 1919년 준군사 조직(자유군단)에, 그리고 1920년에는 바이마르 공화국의 육군(독일 국가방위군)에 입대했다. 1939년부터 1942년까지 벤크는 제1기갑사단의 작전참모였다. 1942년에는 전쟁 아카데미 교관, 제57군단의 참모장, 그리고 동부 전선의 루마니아 제3군 참모장을 역임했다.
1942년부터 1943년까지 그는 카를-아돌프 홀리트의 이름을 딴 "홀리트 육군 파견대"의 참모장이었으며, 이는 루마니아 제3군에 예속되었다. 1943년에는 불운한 제6군의 참모장이었다. 1943년부터 1944년까지 벤크는 제1기갑군에서도 동일한 직책을 수행했다. 1944년에는 Army Group South Ukraine의 참모장이었다. 그곳에서 그는 동부 전선의 상황에 대한 보고로 아돌프 히틀러의 주목을 처음으로 끌었는데, 그는 "총통님 보시다시피 동부 전선은 구멍투성이 스위스 치즈와 같습니다"라고 말했다. 비공식적인 언어를 사용했다는 이유로 꾸지람을 들었음에도 불구하고 히틀러는 그의 보고서의 "생동감"을 칭찬했다.
1944년 7월 22일경 벤크는 히틀러가 방금 OKH 참모장으로 임명한 하인츠 구데리안에 의해 독일 육군 최고 사령부인 OKH의 작전 참모로 임명되었다. 그는 곧 병참총장 I을 대체하는 지휘참모장(Chief of the Führungsstab)으로 승진했다.
1945년 2월 13일, 오랜 논쟁 끝에 구데리안은 히틀러에게 힘러 휘하의 바이흐젤 집단군 참모장(공격 개시 권한 포함)으로 벤크를 임명하도록 설득했다. 벤크의 공격은 처음에는 성공적이었으나, 히틀러는 그에게 매일 총통 브리핑에 참석하도록 요청했고, 이로 인해 그는 매일 320 킬로미터 (200 mi)의 왕복 이동을 해야 했다. 1945년 2월 17일, 극도로 피로한 벤크는 쓰러진 운전병 도른으로부터 운전대를 넘겨받았다. 벤크는 운전 중 잠이 들어 차가 길을 벗어나 충돌했다. 도른의 도움으로 그는 두개골 골절과 다섯 개의 갈비뼈 골절로 병원에 입원했다. 그동안 공격은 실패했다.
1945년 4월 10일, 벤크는 베를린 서쪽에 위치하여 진격하는 미군과 영국군에 대비하는 독일 제12군의 사령관으로 임명되었다. 그러나 서부 전선이 동쪽으로, 동부 전선이 서쪽으로 이동하면서 양 전선을 구성하는 독일군은 서로에게 등을 돌렸다. 그 결과, 벤크의 군대가 엘베강 동쪽에 후방으로 지배하는 지역은 다가오는 소련군으로부터 도망치는 독일인들을 위한 거대한 난민 수용소가 되었다. 벤크는 이 난민들에게 식량과 숙소를 제공하기 위해 많은 노력을 기울였다. 한때 제12군은 매일 25만 명이 넘는 사람들에게 식량을 공급하는 것으로 추정되었다.

### 베를린 전투
4월 21일, 히틀러는 무장친위대 상급집단지도자 펠릭스 슈타이너에게 소련군 원수 게오르기 주코프의 1st Belorussian Front 병력을 공격하라고 명령했다. 주코프의 병력은 북쪽에서 베를린을 포위하고 있었고, 소련군 원수 이반 코네프의 제1우크라이나 전선군 병력은 남쪽에서 포위하고 있었다. 슈타이너는 그의 슈타이너 분견군으로 주코프를 공격해야 했다. 운용 가능한 전차가 거의 없고 보병은 대략 한 사단 규모에 불과했던 슈타이너는 그의 "군대"가 공격 대신 퇴각하도록 허용해 달라고 요청했다.
4월 22일, 슈타이너가 퇴각함에 따라 벤크의 제12군은 베를린을 포위에서 구하기 위한 히틀러의 비현실적이고 형편없이 계획된 시도의 일부가 되었다. 상급대장 알프레트 요들의 제안에 따라 벤크는 서쪽에 있는 미군을 이탈시키고 동쪽으로 공격하여 보병대장 테오도어 부세의 제9군과 연결하라는 명령을 받았다. 함께 그들은 서쪽과 남쪽에서 베를린을 포위하고 있는 소련군을 공격할 것이었다. 한편, 루돌프 홀스테 장군 휘하의 제41기갑군단은 북쪽에서 소련군을 공격할 것이었다.
벤크의 병력은 베를린을 향해 공격했지만, 강력한 소련군의 저항으로 포츠담 외곽에서 저지되었다. 부세나 홀스테 모두 베를린을 향해 많은 진전을 이루지 못했다. 4월 27일 하루가 끝날 무렵, 베를린을 포위하고 있던 소련군은 연결되었고 시내 내부의 병력은 고립되었다.
4월 28일 밤, 벤크는 퓌르스텐베르크에 있는 독일 최고 육군 사령부에 그의 제12군이 전 전선에서 후퇴할 수밖에 없었다고 보고했다. 벤크에 따르면 부세의 제9군으로부터 더 이상 지원을 기대할 수 없었기 때문에 베를린에 대한 공격은 불가능했다. 대신 4월 24일부터 벤크는 그의 군대를 할베 숲으로 이동시켰고, 할베 포위망을 돌파하여 제9군 잔존병력, 헬무트 레이만의 "슈프레 군집단", 그리고 포츠담 수비대와 연결했다. 벤크는 그의 군대, 제9군 잔존병력, 그리고 많은 민간인 난민들을 엘베 강을 건너 미 육군이 점령한 영토로 데려왔다.
앤터니 비버에 따르면, 베를린을 향한 벤크의 동쪽 공격은 베를린 주민과 수비대에 미군 점령 지역으로 탈출 경로를 제공하는 것을 목표로 했다. 벤크는 "동지들, 한 번 더 들어가야 합니다. 더 이상 베를린에 대한 것이 아니고, 더 이상 제국에 대한 것이 아닙니다."라고 말했다. 그들의 임무는 사람들을 전투와 러시아인으로부터 구하는 것이었다. 벤크의 리더십은 인도주의적 작전을 믿는 사람들과 러시아인 대신 서방 연합군에 항복하는 것을 더 선호하는 사람들 사이에 반응이 달랐지만 강력한 반향을 일으켰다. 랜들 한센에 따르면, 벤크의 행동은 운과 미군 윌리엄 심슨 장군의 도움으로 수많은 병력과 민간인(수만에서 수십만에 이르는 것으로 다양하게 추정됨)을 성공적으로 대피시켰고, 벤크 자신도 강을 건넌 마지막 사람들 중 한 명이었다.

## 말년과 죽음
벤크는 미군에 포로로 잡혔다. 그는 1947년에 석방되었고, 산업가로서 두 번째 경력을 시작했다. 1950년대에는 산업용 오븐 제조업체인 Dr. C. Otto & Comp.의 전무이사로 일했으며, 1960년대에는 무기 제조업체인 디헬 그룹의 이사로 일했다.
1957년 그는 연방방위군 장군총감이 되어 달라는 초대를 받았지만, 그 직책을 총사령관으로 바꾸는 것과 같은 그의 요구사항이 충족될 수 없다는 통보를 받은 후 거절했다.
코넬리우스 라이언의 1966년 대작 최후의 전투에 그는 기여자 중 한 명으로 등재되었다.
1982년 5월 1일, 벤크는 오스트리아 여행 중 자동차가 나무와 충돌하여 사망했다. 그는 며칠 후 그의 고향인 니더작센주 Bad Rothenfelde에 묻혔다.

## 수상
- 철십자 (1939) 2급 (1939년 9월 13일) & 1급 (1939년 10월 4일)
- 독일십자장 금장 (1942년 1월 26일)
- 기사십자 철십자장 1942년 12월 28일, 대령 및 홀리트 군집단 참모장으로서.[22]

## 같이 보기
- 할베 전투 – 1945
- 한스 크렙스 (1898년), 참모장
- 헬무트 바이틀링, 베를린 방어구역 사령관
- 고트하르트 하인리치, 바이흐젤 집단군 사령관

### 인용
1. ↑  O'Reilly & Dugard 2014, 231쪽.
2. ↑  O'Reilly & Dugard 2014.
3. ↑  Mitcham & Mueller 2012, 167쪽.
4. ↑  Mcateer, Sean M. (2009). 《500 Days: The War in Eastern Europe, 1944-1945》. Dorrance Publishing. 338쪽. ISBN 9781434961594.
5. ↑  O'Reilly & Dugard 2014, 248쪽.
6. ↑  Sabaton (2022년 2월 28일). 《SABATON - Hearts Of Iron (Official Lyric Video)》. 2024년 9월 6일에 확인함 – YouTube 경유.
7. ↑  Sabaton History (2019년 5월 30일). 《Hearts of Iron – The Battle of Berlin – Sabaton History 017 [Official]》. 2024년 9월 6일에 확인함 – YouTube 경유.
8. ↑  Bradley, Dermot (1982). 《Walther Wenck, General der Panzertruppe》. Biblio Verlag. 307쪽. ISBN 9783764812836.
9. ↑  Guderian, Heinz (1974). 《Panzer Leader》. Futura Publications. 343쪽.
10. ↑  Görlitz, Walter (1953). 《The German General Staff: its history and structure 1657-1945》. Hollis & Carter. 478, 492쪽.
11. ↑  Tully, Andrew (1963). 《Berlin: The Story of a Battle》. eNet Press. 67–68쪽. ISBN 9781618867285.
12. ↑  Mitcham, Samuel W. Jr.; Mueller, Gene (2012). 《Hitler's Commanders: Officers of the Wehrmacht, the Luftwaffe, the Kriegsmarine, and the Waffen-SS》. Rowman & Littlefield Publishers. 169쪽. ISBN 9781442211544.
13. ↑  라이언 1966: p. 443
14. ↑  비버 2002: p. 286
15. ↑  Hansen, Randall (2014). 《Disobeying Hitler: German Resistance After Valkyrie》. Oxford University Press. 320–323쪽. ISBN 9780199927920. wenck  thousands people elbe.
16. ↑  Le Tissier, Tony (2012년 3월 8일). 《Slaughter at Halbe: The Destruction of Hitler's 9th Army》. The History Press. ISBN 9780752495347.
17. ↑  Zumbro, Derek (2006). 《Battle for the Ruhr: The German Army's Final Defeat in the West》. University Press of Kansas. 410쪽. ISBN 9780700614905.
18. ↑  DER SPIEGEL 19/1982 - GESTORBEN - Walter Wenck
19. ↑  Bradley, Dermot (1985). 《Walther Wenck, General der Panzertruppe》. Biblio. 399쪽. ISBN 9783764814595.
20. ↑  “GESTORBEN Walter Wenck” (DER SPIEGEL 19/1982). 1982년 5월 10일.
21. ↑  “Crash kills retired Gen. Wenck, who defied Hitler's suicidal order”. 《Chicago Tribune》. 1982년 5월 8일. 10면. 2022년 12월 14일에 확인함.
22. ↑  Scherzer 2007, p. 777.

### 참고 문헌
- Beevor, Antony (2002). 《Berlin, The Downfall 1945》. Viking.
- O'Reilly, Bill; Dugard, Martin (2014). 《Killing Patton: the strange death of World War II's most audacious general》. Henry Holt and Company, New York. ISBN 978-0-8050-9668-2. OCLC 881469212.
- Patzwall, Klaus D.; Scherzer, Veit (2001). 《Das Deutsche Kreuz 1941 – 1945 Geschichte und Inhaber Band II》 [독일십자장 1941 – 1945 역사와 수여자 2권] (독일어). Norderstedt, Germany: Verlag Klaus D. Patzwall. ISBN 978-3-931533-45-8.
- Ryan, Cornelius (1966). 《Last Battle》. New York: Simon and Schuster. 443쪽.
- Scherzer, Veit (2007). 《Die Ritterkreuzträger 1939–1945 Die Inhaber des Ritterkreuzes des Eisernen Kreuzes 1939 von Heer, Luftwaffe, Kriegsmarine, Waffen-SS, Volkssturm sowie mit Deutschland verbündeter Streitkräfte nach den Unterlagen des Bundesarchives》 [기사십자장 수여자 1939–1945 연방 기록 보관소 문서에 따른 육군, 공군, 해군, 무장친위대, 국민돌격대 및 독일 동맹군 기사십자 철십자장 수여자] (독일어). Jena, Germany: Scherzers Militaer-Verlag. ISBN 978-3-938845-17-2.